# One Man and His Droid
One Man and His Droid es un juego publicado por Mastertronic en 1985 para su uso en los sistemas informáticos domésticos Amstrad CPC, Atari 8-bit family, Commodore 16, Commodore 64 y ZX Spectrum. El nombre del juego es una obra de teatro en el título del programa de televisión de la BBC One Man and His Dog . El objetivo del juego es usar un droide como un perro para recoger Ramboids, la forma masculina de oveja alienígena. El jugador debe mover estos Ramboids a teletransportadores para ganar el juego. 

## Cómo se juega
Al comienzo del juego, el jugador tiene la opción de ingresar una contraseña para reanudar un juego que estaba jugando antes, de lo contrario, comenzar desde el principio. Hay contraseñas para cada una de las veinte cavernas llenas de ramboides diferentes, y a medida que el jugador avanza por cada caverna, la computadora libera la contraseña correspondiente. 
Al comienzo de un juego, la pantalla se divide en varias ventanas diferentes. La ventana principal, la más grande y ubicada en el centro, da a una caverna y muestra una vista del droide ubicado en el centro del paisaje. La primera tarea es guiar al droide a la posición inicial. 
Los ramboides son tenues. Se mueven de manera muy predecible y siempre invierten su dirección de movimiento si su camino está bloqueado. También son criaturas delicadas que solo viven unos veinte minutos. El jugador está trabajando contra reloj todo el tiempo. Si el jugador no consigue al menos cuatro ramboides en el teletransporte en el orden correcto dentro del tiempo, el juego vuelve a la primera pantalla.

## Música
La música de la versión C64 fue compuesta por Rob Hubbard. Los entusiastas de C64 y los antiguos propietarios con frecuencia enumeran la composición de Hubbard como una de las mejores para presentar en cualquier juego lanzado para esa máquina.[cita requerida]
Las versiones Atari de 8 bits y Amstrad tenían un tema diferente, que era más corto. 

## Recepción
Los críticos de Zzap!64 pensaron que, aunque el juego tenía gráficos básicos, era divertido de jugar, con la ventaja de una buena banda sonora. Se le dio una calificación general del 81%.

## Legado
Un juego posterior, One Man and his Droid II, fue escrito para el ZX Spectrum en 1991, pero no se publicó comercialmente. Finalmente fue lanzado en internet en 2001 por su programador, Clive Brooker. 